# C-Cube
C-Cube war ein Prepaid-Mobiltelefontarif der „Calling Card Company“ in Österreich.
SIM-Karten von C-Cube funktionierten ausschließlich im Österreichischen One-Netz. C-Cube war ein Untermieter des MVNO Tele2 und nutzte dessen Vorwahl 0688.
Somit erreichte die Calling Card Company in Österreich auch den Mobilfunkmarkt für günstiges Telefonieren in das Ausland und warb damit, bei Calling Card-Preisen über das Handy mit einer eigenen Mobilfunknummer auch passive Gespräche und SMS empfangen zu können.
C-Cube war der erste Anbieter am Österreichischen Mobilfunkmarkt, der sich auf günstige Auslandstelefonie spezialisiert hatte. 
C-Cube wurde ausschließlich als Startpaket mit SIM-Karte verkauft.
Die Muttergesellschaft der Calling Card Company war Tele2, die das Unternehmen jedoch an das italienische Telekommunikationsunternehmen Eutelia verkauft hat. Nach der Übernahme des Mobilfunk-Bereiches der Tele2 durch die Telekom Austria musste C-Cube den Betrieb 2008 einstellen. Betroffen waren davon aber nur weniger als 1.000 Kunden.